# MNM (radio)
Pour les articles homonymes, voir MNM.
MNM est une station de radio publique belge diffusée dans la Région flamande appartenant au groupe public de la Vlaamse Radio- en Televisieomroeporganisatie (VRT). Cette chaîne est principalement financée par l'argent des impôts. 
Elle a été créée le 5 janvier 2009 et remplace Radio Donna. Le choix musical est plutôt orienté vers la musique rock, pop et dance (des années 1980 à nos jours).

## Histoire
Dès l'annonce de l'arrêt de Radio Donna, la VRT lui annonce un successeur à la télévision : « MNM ».
Le nom ne sera dévoilé que le 7 novembre 2008, quant au logo il est dévoilé par Ann Van Elsen dans une vidéo sur YouTube MNM sera donc créée le 5 janvier 2009 en remplaçant Radio Donna.
Le 8 mars 2010, le logo a été légèrement modifié, le 'M' noir a viré au bleu. Les lettres du logo semblent un peu plus complètes. Dans le même temps MNM a obtenu la modernisation de son studio et de son site web.
Le 28 mars 2011, MNM subit à nouveau un léger changement : de nouveaux jingles, un nouveau programme intitulé Sing Your Song et deux nouveaux présentateurs (Bert Vermeire et Renée Beauprez). Le slogan « Let's Have a Big Time » devient « Music and More ». En août 2011, le site web adopte un tout nouveau design.
Le 27 août 2012, plusieurs nouveaux programmes sont présentés et l'équipe de DJ renouvelée. En outre, Peter Van de Veire accueille une nouvelle associée. Une semaine plus tard, le 3 septembre, MNM diffusa des journaux d'informations différents de ceux de la VRT (diffusé sur l'ensemble des stations du groupe).

## Identités sonore et visuelle
En octobre 2018, MNM confie la réalisation de son habillage au studio situé à Bruxelles Brandy Jingles.

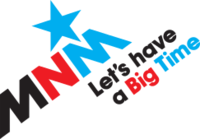
Logo de MNM du 5 janvier 2009 au 8 mars 2010
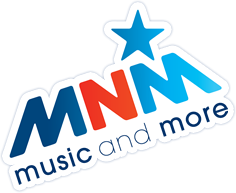
Logo de MNM du 8 mars 2010 au 26 août 2015
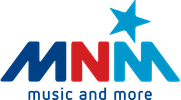
Logo de MNM du 26 août 2015 à octobre 2018
Logo de MNM depuis octobre 2018

## Audiences

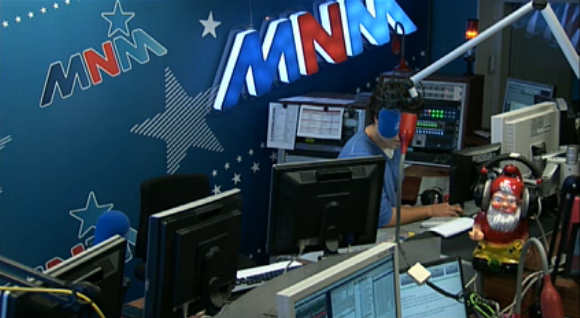
Studio de MNM vu depuis la webcam en 2012.

Selon les derniers chiffres du Centre d'information sur les médias en août 2012, MNM a une part de marché de 9,5 % et une audience moyenne quotidienne de 10,8 %. Ces chiffres sont inférieurs à ceux de Radio Donna prédécesseur, qui avait atteint une part de marché de 12,47 % lors de la dernière mesure en décembre 2008.

## Liste des fréquences

### FM
| Région                          | Fréquences            |
| ------------------------------- | --------------------- |
| Région de Bruxelles-Capitale    | 88.3 MHz              |
| Province d'Anvers               | 89.0 MHz              |
| Brabant flamand                 | 97.0 MHz              |
| Louvain                         | 94.8 MHz              |
| Province de Limbourg            | 93.0 MHz et 102.0 MHz |
| Province de Flandre-Occidentale | 101.5 MHz             |
| Province de Flandre-Orientale   | 101.5 MHz             |

NB : MNM peut être écouté dans la Flandre française (entre Lille et Dunkerque) sur 101.5 MHz

### Radio Numérique Terrestre (DAB)
| Région          | Fréquences                  |
| --------------- | --------------------------- |
| Région flamande | VRT Canal 12A (223,936 MHz) |